# Roman Častulín
Roman Častulín (* 3. duben 1985, Trenčín) je slovenský fotbalový obránce, od srpna 2015 působící v MFK Nová Dubnica.

## Klubová kariéra
Svoji fotbalovou kariéru začal v TTS Trenčín, odkud v průběhu mládeže zamířil do FK AS Trenčín, kde se v roce 2003 propracoval do prvního týmu. Po roce se vrátil do TTS Trenčín. Před sezonou 2004/05 odešel na hostování do FK Slovan Nemšová, kam v březnu 2005 zamířil na přestup. V létě 2005 se podruhé vrátil do TTS Trenčín, kde rok hostoval. Před ročníkem 2011/12 odešel na hostování do týmu TJ Spartak Myjava. S týmem na jaře 2012 postoupil do nejvyšší soutěže a v létě 2012 do mužstva přestoupil. V létě 2015 v Myjavě předčasně skončil a stal se hráčem MFK Nová Dubnica.